# Nuoto ai campionati mondiali di nuoto 2011 - 1500 metri stile libero maschili
La specialità dei 1500 metri stile libero maschili ai campionati mondiali di nuoto 2011 si è svolta presso lo Shanghai Oriental Sports Center di Shanghai, in Cina.
Le qualifiche per finale si sono svolte la mattina del 30 luglio 2011, mentre la finale si è svolta la sera del 31 luglio 2011.

## Medaglie
| Posizione | Atleta        | Paese    |
| --------- | ------------- | -------- |
| Oro       | Sun Yang      | Cina     |
| Argento   | Ryan Cochrane | Canada   |
| Bronzo    | Gergő Kis     | Ungheria |

## Record
Prima della manifestazione il record del mondo (WR) e il record dei campionati (CR) erano i seguenti.
| Record mondiale       | 14'34"56 | Grant Hackett Australia | 29 luglio 2001 Fukuoka, Giappone |
| Record dei campionati | 14'34"56 | Grant Hackett Australia | 29 luglio 2001 Fukuoka, Giappone |

Durante la competizione sono stati migliorati i seguenti record:
| Data      | Evento | Atleta   | Nazione | Tempo    | Record                                  |
| --------- | ------ | -------- | ------- | -------- | --------------------------------------- |
| 31 luglio | finale | Sun Yang | Cina    | 14:34.14 | Record mondiale · Record dei campionati |

## Batterie
| Pos. | Batteria | Corsia | Atleta                    | Nazionalità | Tempo    | Note |
| ---- | -------- | ------ | ------------------------- | ----------- | -------- | ---- |
| 1    | 4        | 4      | Yang Sun                  | Cina        | 14:48.13 |      |
| 2    | 2        | 3      | Gergő Kis                 | Ungheria    | 14:52.72 |      |
| 3    | 2        | 6      | Peter Vanderkaay          | Stati Uniti | 14:54.99 |      |
| 4    | 2        | 4      | Chad La Tourette          | Stati Uniti | 14:55.59 |      |
| 5    | 3        | 4      | Ryan Cochrane             | Canada      | 14:55.86 |      |
| 6    | 2        | 5      | Pál Joensen               | Fær Øer     | 14:56.66 |      |
| 7    | 4        | 3      | Yohsuke Miyamoto          | Giappone    | 14:57.12 |      |
| 8    | 3        | 5      | Samuel Pizzetti           | Italia      | 14:58.30 |      |
| 9    | 3        | 3      | Mateusz Sawrymowicz       | Polonia     | 15:02.56 |      |
| 10   | 3        | 2      | Job Kienhuis              | Paesi Bassi | 15:05.27 |      |
| 11   | 4        | 5      | Sébastien Rouault         | Francia     | 15:05.88 |      |
| 12   | 3        | 7      | Jun Dai                   | Cina        | 15:09.15 |      |
| 13   | 3        | 1      | Mads Glæsner              | Danimarca   | 15:12.52 |      |
| 14   | 4        | 7      | Daniel Fogg               | Regno Unito | 15:13.39 |      |
| 15   | 4        | 6      | Oussama Mellouli          | Tunisia     | 15:13.56 |      |
| 16   | 2        | 2      | Sergiy Frolov             | Ucraina     | 15:14.38 |      |
| 17   | 3        | 6      | Heerden Herman            | Sudafrica   | 15:21.92 |      |
| 17   | 4        | 8      | Juan Martin Pereyra       | Argentina   | 15:21.92 |      |
| 19   | 4        | 2      | Gregorio Paltrinieri      | Italia      | 15:22.03 |      |
| 20   | 4        | 1      | Gergely Gyurta            | Ungheria    | 15:22.50 |      |
| 21   | 2        | 7      | Christian Kubusch         | Germania    | 15:27.68 |      |
| 22   | 1        | 4      | Uladzimir Zhyharau        | Bielorussia | 15:36.23 |      |
| 23   | 3        | 8      | Ventsislav Aydarski       | Bulgaria    | 15:46.33 |      |
| 24   | 2        | 1      | Jarrod Killey             | Australia   | 15:51.66 |      |
| 25   | 1        | 6      | Esteban Enderica          | Ecuador     | 15:56.30 |      |
| 26   | 1        | 5      | Iacovos Hadjiconstantinou | Cipro       | 17:02.94 |      |
| 27   | 1        | 3      | Omar Nunez                | Nicaragua   | 17:41.77 |      |

## Finale
| Pos. | Atleta           | Nazionalità | Corsia | Tempo    | Note |
| ---- | ---------------- | ----------- | ------ | -------- | ---- |
|      | Yang Sun         | Cina        | 4      | 14:34.14 |      |
|      | Ryan Cochrane    | Canada      | 2      | 14:44.46 |      |
|      | Gergő Kis        | Ungheria    | 5      | 14:45.66 |      |
| 4    | Pál Joensen      | Fær Øer     | 7      | 14:46.33 |      |
| 5    | Chad La Tourette | Stati Uniti | 6      | 14:52.36 |      |
| 6    | Peter Vanderkaay | Stati Uniti | 3      | 15:00.47 |      |
| 7    | Samuel Pizzetti  | Italia      | 8      | 15:15.81 |      |
| 8    | Yohsuke Miyamoto | Giappone    | 1      | 15:20.67 |      |